# 2004 FH
2004 FH es el nombre provisional de un asteroide descubierto el 16.34557 TUC de marzo de 2004 por el equipo del LINEAR, en el Lincoln Laboratory ETS, en Socorro (Nuevo México), Estados Unidos.
Es el objeto celeste de grandes dimensiones que más se ha acercado a la Tierra. El 18 de marzo de 2004, a las 22h04m48s, se acercó a 0.0003282 unidades astronómicas, o lo que es igual a 49 112.98 km de distancia.
Tiene un tamaño de 20 a 30 m y un periodo de revolución de 0.74 años (unos 270 días).
Su órbita fue sensiblemente modificada por la atracción terrestre.